# Kanjur-e Olya
Kangiur-e Olya (în persană كنجورعليا, romanizat și ca Kanjūr-e 'Olyā; cunoscut și sub numele de Kanjūr și Kanjūr-e Bālā) este un sat din districtul rural Qarah Su, în districtul central al județului Kermanshah, provincia Kermanshah, Iran. La recensământul din 2006, populația sa era de 148 de locuitori, în 27 de familii.